# Пісня про Синклера
Пісня про Синклера (швед. Sinclairvisan або Sinclairsvisan) — пісня, написана в 1739 р. шведським промисловцем Андерсом Уделем (1718—1773) на смерть майора Малькольма Синклера.
Складалася з 90 куплетів, визначених автором на мелодію іспано-португальського танцю фолія.

## Обставини написання
Пісня стала відповіддю на вбивство російськими офіцерами шведського дипломатичного кур'єра Малькольма Синклера, що сталася в червні 1739 р. у Сілезії. Шведський уряд в умовах тодішньої російсько-турецької війни намагався налагодити контакти з султаном, щоб взяти реванш за поразку у Північній війні. Синклер був посланий в Константинополь і, коли повертався з депешами назад, його наздогнали послані фельдмаршалом Б. Мініхом офіцери і, відібравши папери, вбили.

## Сюжет

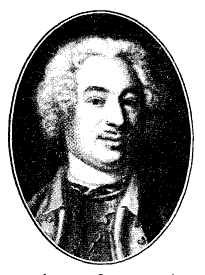
Малькольм Сінклер

У пісні від особи пастушка Селадона розповідається, як йому являється сивочолий старий і забирає його в незнайому місцевість, де, відкривши двері, що ведуть всередину гори, впускає його. Там він бачить гаї і порослі кипарисом пагорби. Вони входять в розташований тут замок і опиняться в добре освітленому і прохолодному залі, де сидять «дванадцять карлів», тобто дванадцять шведських королів, які носили ім'я Карл.
Далі слідує опис одного з них — Карла XII: очі його «не що відали страху» були схожі на очі молодого орла, коротке волосся, зачесане вгору, утворювали корону, а торс був «як скеля або мармур в нашій церкві».
Раптом відчинилися двері, і до зали увійшов закривавлений чоловік з простреленими грудьми. Король запитав його, хто він такий, і той відповів, що він шведський майор по імені Малькольм Синклер. Монарх, здивований виглядом новоприбулого, почав розпитувати його про обставини його смерті. Той відповідав, що був убитий шістьма російськими офіцерами біля Бреслау. Далі слідує діалог, в ході якого Синклер коротко повідомляє про мету своєї поїздки в Туреччину, а також розповідає про внутрішню ситуацію в Швеції і міжнародній обстановці.
Король в пориві гніву хоче сам очолити війська, щоб помститися за образу, проте Карл XI заспокоює його, помічаючи, що це справа його зятя Фредеріка I і сестри Ульріки Елеонори. Той піддається на вмовляння, заявивши, що його серце обливається кров'ю. Потім він згадує здобуті ним перемоги і дякує своїх воїнів за те, що вони ніколи не відступали перед ворогом. Після цього старий веде пастушка, і той, охоплений патріотичним почуттям, закликає співвітчизників помститися за кров Синклера.

## Значення
Пісня широко розійшлася по Швеції і активно використовувалася партією «капелюхів» для поширення в шведському суспільстві антиросійських настроїв. Ці настрої згодом призвели до початку російсько-шведської війни 1741—1743 рр..